# WIG-PL
WIG-Poland – indeks giełdowy największych i średnich spółek krajowych notowanych na Giełdzie Papierów Wartościowych w Warszawie.
Najwyższa wartość WIG-PL: 49 584,08 pkt, 7 listopada 2006.